# Шмиц, Сабина
Сабина Шмиц (нем. Sabine Schmitz; 14 мая 1969, Аденау — 16 марта 2021) — немецкая автогонщица и телеведущая. Также известна как «Королева „Северной петли“» и «Самая быстрая таксистка в мире» (нем. Die schnellste Taxi-Fahrerin der Welt)

## Биография
Родилась 14 мая 1969 года в немецком городе Аденау, около гоночной трассы «Нюрбургринг». Она и две её сестры выросли в отеле «Hotel am Tiergarten», которым владела их мать. Сабина Шмиц работала заведующей отелем.
Как Сабина Рек она была замужем за хозяином гостиницы в Пульхайме. После развода в начале 2000-х работала в ресторане «Fuchsröhre».
С 2004 года имела лицензию пилота вертолёта.
Умерла 16 марта 2021 года, от рака..

## «Нюрбургринг»
Первый круг по «Нюрбургрингу» сделала в 17 лет на BMW 325i матери, ещё не имея водительских прав. В 19 лет она установила рекорд прохождения трассы на Ford Sierra Cosworth (9:16). В 2004 году в телепередаче Top Gear, пытаясь побить время Джереми Кларксона на Jaguar S-type 2.7 V6 Diesel, установила очередной рекорд трассы — 9:12.
По собственным оценкам до 2007 года, Шмиц сделала 14-15 тыс. кругов по «Нюрбургрингу». Из-за её бережного и одновременно мастерского отношения к трассе, Шмиц прозвали «Королевой „Северной петли“» (нем. Die Königin die Nordschleife). Её самыми любимыми участками трассы были Schwedenkreuz и Fuchsröhre.

### Ring Taxi
Большую часть своих кругов она сделала на BMW M5 Ring Taxi. Другие известные водители Ring Taxi — Клаудия Хюртген и Ханс-Иоахим Штук.

## Автоспорт
В 1990 и 1991 Шмиц выиграла RCN (нем. Rundstrecken-Challenge Nürburgring; с 2005: Castrol-HAUGG-Cup). Также как и её сестры, она принимала участие в Ford Fiesta Mixed Cup. Вне Германии в 1995 году принимала участие на Supertourenwagen-Cup Südafrika и в 1999 году на гонке на спорткарах в Бразилии.

### Scheid Motorsport
Сабина Рек выиграла 24 часа Нюрбургринга в 1996, как первая женщина, в команде с Иоханнесом Шайдом (Johannes Scheid) в группе N на BMW M3 E36.
Затем в команде не только с Иоханнесом Шайдом, но ещё и с Петером Жаковски (Peter Zakowski) и Хансом-Юргеном Тиманном (Hans-Jürgen Tiemann), она победила в 1997 году. В 1998 году с Шайдом она выиграла VLN, тоже как первая женщина. Позже её успех повторила Клаудия Хюртген на BMW Z4.

### Frikadelli Racing Team
В 2005 году Шмиц поступила в команду Frikadelli Racing Team. Вместе с гражданским мужем и организатором команды Клаусом Аббеленом она снова начала принимать участие в гонках на «Нюрбургринге». На Porsche 997 GT3 Cup участвовала в кубке для класса SP7. В 2008 году Шмиц с Клаусом Аббеленом, Эдгаром Альтхофом (Edgar Althoff) и Кеннетом Хейером (Kenneth Heyer) приехали третьими.
После того, как в сентябре 2008 года Шмиц и Аббелен потерпели неудачу на VLN, через неделю они добились их четвёртого общего подиума. В этой гонке Шмиц установила рекорд прохождения трассы на машине с атмосферным двигателем — 7 минут 9 секунд. Вскоре, на другой гонке она улучшила его до 7 минут 7 секунд.

## Телевидение
- Несмотря на две победы в 24 часах «Нюрбургринга», заметили её только в 2004 году, когда для Top Gear известный тележурналист Джереми Кларксон тестировал дизельный Jaguar S-type на Нюрбургринге. Он попытался установить время меньше 10 минут. В итоге у него получилось проехать за 9 минут 59 секунд. Шмиц побила его время на 47 секунд.
- В 2005 году, также в Top Gear, Шмиц опять пыталась превзойти время Кларксона, но уже на Ford Transit. У неё получилось показать 10 минут 8 секунд.
- С сентября 2006 года она с Тимом Шриком и Карстеном ван Риссеном вела немецкое шоу «D Motor» на канале «D MAX». Из-за низких рейтингов в конце 2008 года шоу закрыли.
- Ещё один раз на Top Gear Шмиц была со своими коллегами из «D Motor», в 11 сезоне 6 серии. Идея серии — «британцы против немцев».
- С начала 2011 года Шмиц также с Тимом Шриком начала вести шоу «Turbo» на канале «Sport 1».
- В 2016 году было объявлено о её назначении на должность ведущей Top Gear.